# シーザー・ロドニー (独立宣言署名者)
シーザー・ロドニー（英:Caesar Rodney、1728年10月7日 - 1784年6月26日）は、アメリカ合衆国デラウェア州ケント郡ドーバーハンドレッドのセントジョーンズネック出身の弁護士、政治家である。フレンチ・インディアン戦争およびアメリカ独立戦争の時にはデラウェア民兵隊の士官であり、デラウエァ邦選出の大陸会議代表としてアメリカ独立宣言に署名した。独立戦争中の大半はデラウエァ邦知事であった。

## 生い立ちと家族
シーザー・ロドニーは1728年10月7日はセントジョーンズネックに家族が所有する農園で生まれた。この農園「バイフィールド」はジョン・ディキンソンの邸宅「ポプラ・ホール」から直ぐ北にある。父親も同じ名前のシーザー・ロドニー、母親はメアリー・クローフォード・ロドニーであった。祖父のウィリアム・ロドニーは1680年代にアメリカに移民してきており、1704年にはデラウェア下流郡議会の議長を務めた。ロドニー家の先祖の中にはイタリアのトレヴィーゾで著名なアデルマーレ家の者がいた。母親のメアリーはドーバーでクライストチャーチの米国聖公会教区牧師であるトマス・クローフォードの娘であった。「バイフィールド農園」は800エーカー (3.2 km2)の広さがあり、少数の奴隷を使っていた。ロドニー家は近隣に資産を追加することで、当時の常識から言えば地方郷士の中でも富んでいる方であった。小麦や大麦をフィラデルフィアや西インド諸島の市場に売ることで十分な収入があり、そのお陰でケント郡の社交界や政治の世界に家族の一員が参加するための金と時間ができた。
シーザー・ロドニーはまず家庭内で教育を受けたが後にフィラデルフィアの「ラテン学校」に通った。父親は1745年にロドニーがまだ17歳の時に死んだ。ケント郡治安担当官ニコラス・リッジリーが後見人になった。ロドニーは長男だったので家の農園を経営し、10年間続けた。母親は再婚して2人の子供を生んだが、1763年に死んだ。その結果、ロドニーは兄弟姉妹を支える一家の大黒柱となり、特に弟のトマス・ロドニーや家の切り盛りをする異母妹のサリー・ウィルソンとの仲が良かった。後に合衆国上院議員になったジョン・バイニングの叔母にあたるメアリー・バイニングと伝統的な形で交際した。しかし、メアリーはドーバーの聖公会教区牧師チャールズ・イングリスと結婚した。

## 初期の政歴
弟のトマスは当時の兄のことを「人好きのするウィットとユーモアに溢れた人で、その会話は明るく強く英知に満ちていた。...彼はずっと独身で通し、汎く尊敬され、大変人望があった」と表現した。このためにロドニーは、以前は父や後見人がいた政界にも容易に迎え入れられた。1755年、ケント郡の保安官に選ばれ、任期一杯の3年間を務めた。これは権威が有り報酬も十分な役職であり、選挙を監督したり郡の税率を決める大陪審員を選ぶことができた。この3年間の後で、遺言登録官、不動産譲渡記録官、孤児裁判所の事務官、治安判事、および下級裁判所の判事を歴任した。フレンチ・インディアン戦争のとき、デラウエア民兵隊のジョン・バイニング大佐の連隊で、ドーバーハンドレッド中隊の大尉に任官された。しかし、実戦に参加することはなかった。1769年から1777年にかけて、デラウエア下流郡最高裁判所の陪席判事を務めた。
18世紀のデラウェア植民地の政治は「コート党」と「カウンティ党」という緩やかな党派に分かれていた。多数派のコート党（王党派）は一般に米国聖公会員であり、ケント郡とサセックス郡で強く、植民地の領主政府と協力してイギリスの政府との和解に賛成していた。少数派のカウンティ党（独立派）は大半がアルスター・スコッツであり、ニューキャッスル郡に多く、直ぐにでもイギリスからの独立を主張する者達であった。ロドニーはケント郡の聖公会員の一員であったが、弟のトマスと共にケント郡では著しい少数派であるカウンティ党に近づいていった。このことでニューキャッスル郡のトマス・マッキーンと共同で働くようになり、ジョージ・リードには対抗する立場になった。

## アメリカ独立戦争
ロドニーはマッキーンと共に1765年の印紙法会議の代議員となり、デラウェア通信委員会の指導者となった。デラウェア下流郡植民地議会の1761年/62年会期から議員を務め、1775年/76年の会期まで務めた。幾度か議長を務めたが、その間の1775年6月15日、「ロドニーが議長、マッキーンが討論の指導役で」デラウェア下流郡議会がイギリスの議会と国王との絆を切ることを投票で決めた。ロドニーはこの宣言の署名者となり、他にはリードとマッキーンが署名を行った。

アメリカ独立宣言を大陸会議に提出する様子（ジョン・トランブル画『独立宣言』）

ロドニーは軍隊の経験があったので、デラウェア民兵隊の准将に指名された。デラウェアや他の植民地はイギリスに対する抗議から自治政府へ、そして独立へと動いてきたので、ケント郡とサセックス郡で強い王党派との関係が急速に悪化した。地方の指導者は多くがイギリスとの結び付きを維持することを強く主張した。ロドニーの民兵隊はその結果として起こる暴動を抑えることを何度も要請された。王党派の何人かが逮捕され投獄された。ある者は沼地やイギリスの船に逃れ、ある者は新政府に対し静かに抵抗の姿勢を示していた。

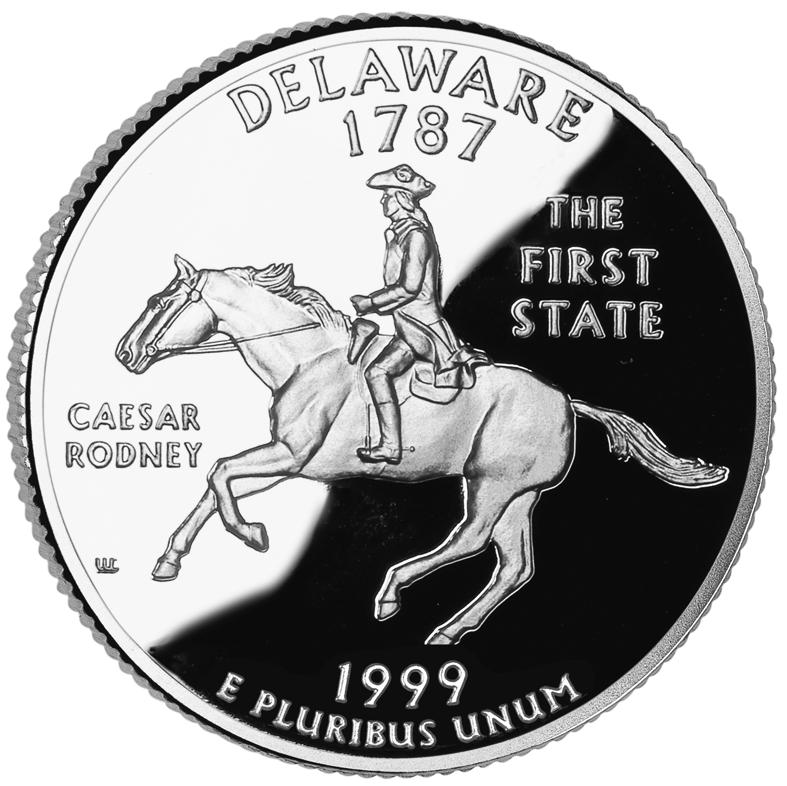
50州25セント硬貨のデラウエァ州版裏面。ロドニーの乗馬姿

一方、ロドニーは1774年から1776年にかけてマッキーンやリードと共に大陸会議の代議員となった。ドーバーにいたロドニーは、マッキーンとリードが独立のための投票にいけそうにないという伝言を受けたとき、サセックス郡の王党派の活動に出席していた。この行き詰まりを打開するため、ロドニーは1776年7月1日の夜、雷雨の中を馬で80マイル (128 km)を駆けて劇的にフィラデルフィアに到着し、投票が始まるまさにその時に「乗馬靴を履き拍車を持って」現れた。ロドニーはマッキーンと共に投票し、アメリカ独立に賛成する他の11植民地にデラウェアを仲間入りさせた。ロドニーは来るべきデラウェア憲法制定会議と新しいデラウェア邦議会の議席については、ケント郡の選挙で敗北することも分かっていた。
友人のジョン・ハスレットがプリンストンの戦いで戦死したことを聞くと、1777年早くに短期間ではあるが、ジョージ・ワシントン将軍のところに行って大陸軍に加わった。ワシントンは直ぐにロドニーをデラウェアに戻らせ、デラウェア民兵隊の少将として火急の課題であったイギリス軍の侵入に対する備えや、特にサセックス郡での王党派の活動を抑えることにその指導力を発揮させた。
ブランディワインの戦いに続いてイギリス軍によるウィルミントンとフィラデルフィアの占領という破滅的な状況の中で、新しいデラウェア邦議会が1777年10月に選出された。議会がまずやったことは、ロドニーとマッキーンを大陸会議に復帰させることだった。続いて、知事のジョン・マッキンリーがイギリス軍の捕虜になり、これを継いだジョージ・リードは体力を消耗し尽していたので、1778年3月31日ロドニーを知事に選んだ。この時のデラウェアは直向で、エネルギッシュで有能な指導者を得たが、1778年の知事の職は今日の州知事ほど権限が無かった。ロドニーの治世が有効であることは、実際に権威のある議会で人気があることであり、その権限を強制する唯一の手段であるデラウェア民兵隊から忠誠を得ていたことから来ていた。
悪名高い王党派チェニー・クロウの活動がこの頃始まった。クロウは多くの同調者を集め砦を建設し、新しい邦首都のドーバーへ進軍する準備を始めた。この試みに失敗すると森や沼地に逃げ込み、戦争の残り期間は破壊活動を行ってその後も容易には忘れられない敵意を醸成した。ロドニーはクロウや他の王党派の活動を抑えるためにイギリスとの貿易を禁止し、忠誠の誓いを要求し、また誓わない者の財産を没収するという通常とは違う手段を選んだ。多くの人が邦を離れた。
一方で国の戦争遂行を支えるために邦中から金、物資および兵士を求めた。大陸軍に参加するデラウェア兵はロングアイランドの戦いからモンマスの戦いまで多くの戦いで果敢に戦って名声を博したが、1780年のサウスカロライナで起こったキャムデンの戦いで全軍がこれまでにない敗北を喫した。小さなデラウェア連隊はほとんど全滅し、残ったものはメリーランド邦の連隊と合流して残り期間を戦うしかなかった。また依然として王党派や海岸地帯の私掠船がサセックス郡を不穏なままにしていた。ロドニーはこの事態の沈静化のために懸命に働いたが健康を害し、ヨークタウンの戦いの決着が付いた直後の1781年11月6日に辞任した。
ロドニーは1782年と1783年に連合規約下の連合会議にデラウェア代表として選ばれたが、病気のために出席できなかった。しかし、知事を辞任した2年後にデラウェア議会上院の1783年/84年会期議員に選出され、最後の敬意を表する機会としてその議長に選ばれた。惜しいことにロドニーの体調は急速に悪化し、上院の会合がロドニーの自宅で短期間開かれるという待遇も空しく、会期が終わる前にロドニーは死んだ。
| 1777年/78年 | 第2会期 |  | 政党無し | ジョージ・リード |  | 政党無し | サミュエル・ウエスト |
| 1778年/79年 | 第3会期 |  | 政党無し | トマス・コリンズ |  | 政党無し | サイモン・コロック   |
| 1779年/80年 | 第4会期 |  | 政党無し | ジョン・クローズ |  | 政党無し | サイモン・コロック   |
| 1780年/81年 | 第5会期 |  | 政党無し | ジョン・クローズ |  | 政党無し | サイモン・コロック   |

## 死と遺産
ロドニーは1784年6月26日セントジョーンズハンドレッドの自家「ポプラ・グラブ」で死んだ。「バイアリー」の家族墓地に埋葬されたが、その正確な場所が分からなくなった。ドーバーの聖公会墓地にはロドニーの遺骸があるとかって信じられていた場所に記念碑がある。
ジョン・アダムズは、喘息や顔に皮膚ガンを患っていたロドニーを評して、「世界でも最も異様な風貌の男、背が高く痩せて、アシのように細く、顔色が青白い。彼の顔は大きな林檎よりも大きくなく、その顔つきで火の様な感覚と精神、ウィットとユーモアがあった。」と言った。顔のガンは長年大きな不快の原因となり、醜くしていたのでしばしば緑で絹のスカーフを巻いて隠していた。グッドリッチはロドニーの性格を「極めて誠実であり、純粋な愛国心を持っていた。必要な時は喜んで公共のために個人的な利益を犠牲にした。良質なユーモアと活発さでは特に際立っていた。その寛大さ人間の鑑のようであった。」と要約した。
ロドニーとその前任者ジョン・マッキンリーは共に軍隊経験はあったが、ロドニーの拠って立つ基盤は正反対のものであった。マッキンリーがアルスター・スコッチでニューキャッスル郡の長老派教会員であり、政治的にはデラウェア下流郡のコート党に組していたのに対し、ロドニーは王党派の強い州南部の聖公会郷士の一員であり、政治的には独立を求めるカウンティ党と組んだ。その個人的能力と組み合わせることで、独立戦争時代に大きく分裂していたデラウェアをうまく引っ張っていく要素となった。
デラウェア州にはロドニーの名前に因む場所が多くある。カムデンのシーザー・ロドニー高校、ウィルミントン市の中心広場であるロドニー広場、デラウエァ大学の様々な建物などである。ロドニー広場は乗馬姿のロドニー像があり、アメリカ合衆国議会議事堂国立彫像ホール・コレクションに飾られる州を代表する彫像はジョン・クレイトンと共にロドニーの大理石像がある。1999年に鋳造された50州25セント硬貨のデラウエァ州版裏面には、独立宣言の裁決にデラウェアの表を投じに馬でフィラデルフィアに向かうロドニーの姿が圧倒的な支持を集めて選ばれた。

## 年鑑
選挙は10月1日に行われた。デラウェア議会議員は10月20日以降のウィークデイに就任した。下院議員の任期は1年間であった。1776年以後、上院が創設され任期は3年だった。議会が選ぶ大陸会議代表の任期は1年、知事の任期は3年だった。
| 公職                     | 公職   | 公職             | 公職   | 公職           | 公職           | 公職               | 公職 |
| 職                       | 種類   | 場所             | 選出   | 就任           | 離職           | 注                 |      |
| ------------------------ | ------ | ---------------- | ------ | -------------- | -------------- | ------------------ | ---- |
| 保安官                   | 行政官 | ドーバー         | 1755年 | 1755年10月1日  | 1756年10月1日  | ケント郡           |      |
| 保安官                   | 行政官 | ドーバー         | 1756年 | 1756年10月1日  | 1757年10月1日  | ケント郡           |      |
| 保安官                   | 行政官 | ドーバー         | 1757年 | 1757年10月1日  | 1758年10月2日  | ケント郡           |      |
| 治安判事                 | 司法官 | ニューキャッスル |        | 1759年         | 1769年         | 一般訴訟裁判所     |      |
| デラウェア植民地議会議員 | 議員   | ニューキャッスル | 1761年 | 1761年10月20日 | 1762年10月20日 |                    |      |
| デラウェア植民地議会議員 | 議員   | ニューキャッスル | 1762年 | 1762年10月20日 | 1763年10月20日 |                    |      |
| デラウェア植民地議会議員 | 議員   | ニューキャッスル | 1763年 | 1763年10月20日 | 1764年10月20日 |                    |      |
| デラウェア植民地議会議員 | 議員   | ニューキャッスル | 1764年 | 1764年10月20日 | 1765年10月20日 |                    |      |
| 代議員                   | 議員   | ニューヨーク     |        | 1765年10月7日  | 1765年10月19日 | 印紙法会議         |      |
| デラウェア植民地議会議員 | 議員   | ニューキャッスル | 1765年 | 1765年10月20日 | 1766年10月20日 |                    |      |
| デラウェア植民地議会議員 | 議員   | ニューキャッスル | 1766年 | 1766年10月20日 | 1767年10月20日 |                    |      |
| デラウェア植民地議会議員 | 議員   | ニューキャッスル | 1767年 | 1767年10月20日 | 1768年10月20日 |                    |      |
| デラウェア植民地議会議員 | 議員   | ニューキャッスル | 1768年 | 1768年10月20日 | 1769年10月20日 |                    |      |
| 陪席判事                 | 司法官 | ニューキャッスル |        | 1769年         | 1777年         | デラウェア邦最高裁 |      |
| デラウェア植民地議会議員 | 議員   | ニューキャッスル | 1769年 | 1769年10月20日 | 1770年10月20日 | 議長               |      |
| デラウェア植民地議会議員 | 議員   | ニューキャッスル | 1770年 | 1770年10月20日 | 1771年10月20日 | 議長               |      |
| デラウェア植民地議会議員 | 議員   | ニューキャッスル | 1771年 | 1771年10月20日 | 1772年10月20日 |                    |      |
| デラウェア植民地議会議員 | 議員   | ニューキャッスル | 1772年 | 1772年10月20日 | 1773年10月20日 |                    |      |
| デラウェア植民地議会議員 | 議員   | ニューキャッスル | 1773年 | 1773年10月20日 | 1774年10月20日 |                    |      |
| 代議員                   | 議員   | フィラデルフィア |        | 1774年8月2日   | 1775年3月16日  | 大陸会議           |      |
| デラウェア植民地議会議員 | 議員   | ニューキャッスル | 1774年 | 1774年10月20日 | 1775年10月20日 |                    |      |
| 代議員                   | 議員   | フィラデルフィア |        | 1775年3月16日  | 1775年10月21日 | 大陸会議           |      |
| デラウェア植民地議会議員 | 議員   | ニューキャッスル | 1775年 | 1775年10月20日 | 1776年6月15日  | 議長               |      |
| 代議員                   | 議員   | フィラデルフィア |        | 1775年10月21日 | 1776年11月7日  | 大陸会議           |      |
| 代議員                   | 議員   | ヨーク           |        | 1777年12月17日 | 1778年6月28日  | 大陸会議           |      |
| 代議員                   | 議員   | フィラデルフィア |        | 1778年7月2日   | 1779年1月18日  | 大陸会議           |      |
| デラウェア州知事         | 行政官 | ドーバー         |        | 1778年3月31日  | 1781年11月6日  |                    |      |
| 代議員                   | 議員   | フィラデルフィア |        | 1782年2月2日   | 1783年2月1日   | 連合会議           |      |
| 代議員                   | 議員   | フィラデルフィア |        | 1783年2月1日   | 1783年6月21日  | 連合会議           |      |
| 代議員                   | 議員   | プリンストン     |        | 1783年6月30日  | 1783年11月4日  | 連合会議           |      |
| 代議員                   | 議員   | アナポリス       |        | 1783年11月26日 | 1784年4月8日   | 連合会議           |      |
| デラウェア邦上院         | 議員   | ドーバー         | 1783年 | 1783年10月20日 | 1784年6月26日  |                    |      |

| デラウェア邦議会での役職 | デラウェア邦議会での役職 | デラウェア邦議会での役職 | デラウェア邦議会での役職 | デラウェア邦議会での役職 | デラウェア邦議会での役職 | デラウェア邦議会での役職 |
| 年                       | 会期                     | 院                       | 多数派                   | 知事                     | 役職                     | 選挙区                   |
| ------------------------ | ------------------------ | ------------------------ | ------------------------ | ------------------------ | ------------------------ | ------------------------ |
| 1783年/84年              | 第8会期                  | 上院                     | 政党なし                 | ニコラス・ヴァン・ダイク | 議長                     | ケント郡                 |

### 画像
- Architect of the Capitol: Capitol Complex
- U.S. Mint